# Gerhard Kretschmar
Gerhard Herbert Kretschmar (20 de fevereiro de 1939 – 25 de julho de 1939) foi uma criança alemã que nasceu com várias deficiências. Morto após uma petição de seus pais, simpáticos ao nazismo, por uma eutanásia diretamente ao Führer Adolf Hitler, ficou marcado como o primeiro caso do Aktion T4, programa de extermínio de pessoas com deficiência durante o regime nazista.